# Биттенкорт да Коста, Фабио
Фа́био Биттенко́рт да Ко́ста (порт.-браз. Fábio Bittencourt da Costa; 16 мая 1977, Дуки-ди-Кашиас, Рио-де-Жанейро) — бразильский футболист, полузащитник.
Начинал карьеру в Бразилии, играл в командах Флуминенсе, Бангу. В 2001 году перешёл в Аль-Шабаб из ОАЭ.
Сезон 2003 года провёл в Премьер-лиге России, играл за ФК «Черноморец» из Новороссийска. После чего вернулся в Бразилию в клуб Мадурейра. В 2006—2007 годах играл за южноафриканский Мамелоди Сандаунз. После сезона 2009 года завершил карьеру.

## Достижения
- Финалист Кубка Премьер-лиги: 2003